# چپنی (خواجه‌لار)
چپنی (به ترکی استانبولی: Çepni) یک منطقهٔ مسکونی در ترکیه است که در هوجالار واقع شده‌است.